# Saint-Quentin-sur-Charente
Pour les articles homonymes, voir Saint-Quentin (homonymie).
Cet article concerne Saint-Quentin en Charente limousine. Pour l'autre commune du même nom dans le département, voir Saint-Quentin-de-Chalais.
Saint-Quentin-sur-Charente est une commune française située dans le département de la Charente (région Nouvelle-Aquitaine).

## Géographie

### Localisation et accès

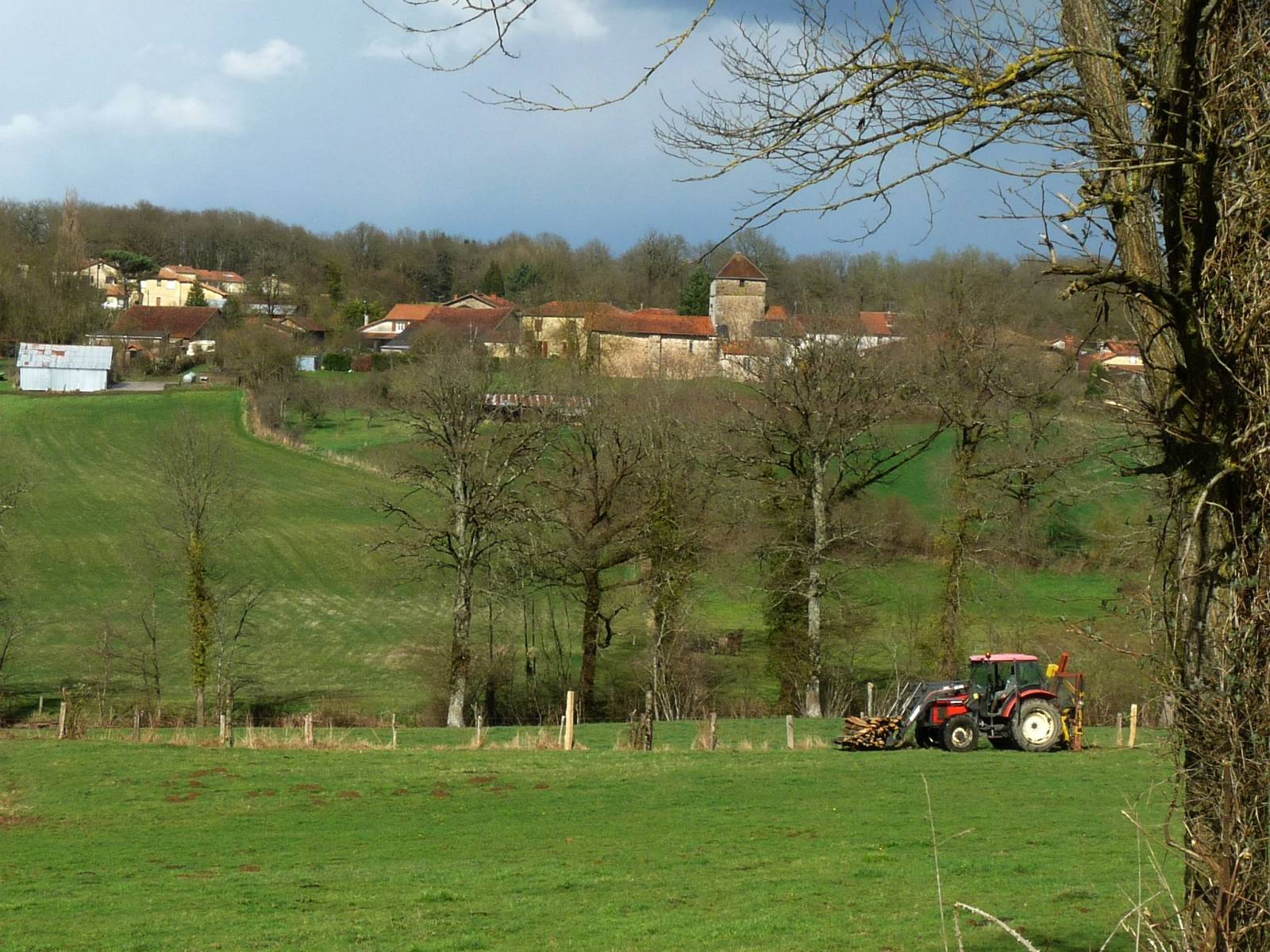
Saint-Quentin surplombant la Charente.

Saint-Quentin-sur-Charente, appelée Saint-Quentin localement, est une commune de la Charente limousine située à 6 km au sud-ouest de Chabanais et à 45 km au nord-est d'Angoulême, dans la vallée supérieure de la Charente.
Elle est située dans le canton de Chabanais, 6 km au sud-est de La Péruse, à 7 km au nord de Massignac, 9 km au sud-est de Roumazières-Loubert, 12 km à l'ouest de Rochechouart, 20 km au sud de Confolens et 46 km à l'ouest de Limoges.
À l'écart des grands axes routiers, elle est desservie par plusieurs petites routes départementales. La D 161 de Roumazières à Rochechouart et la D 190 en direction de Confolens et Chabanais desservent le bourg. La D 164 de Suris à Chabanais passe au nord de la commune, et la D 162 de Lésignac à Chabanais passe au sud.
La N 141, route d'Angoulême à Limoges, passe au nord de la commune à 4 km du bourg.
La gare la plus proche est celle de Chabanais, desservie par des TER à destination d'Angoulême et de Limoges.

### Hameaux et lieux-dits
La commune est occupée par de nombreux hameaux ; Chez Grenet, la Forge, la Barrière au nord, et la Chauvetie, Sansac, la Nègrerie, Maubayou, Lavaud (qui a donné son nom au lac), la Brunetie au sud, etc.
Le château de Pressac est au nord de la commune.

### Communes limitrophes
Les communes limitrophes sont  Chabanais, Exideuil-sur-Vienne, Lésignac-Durand, Pressignac et Terres-de-Haute-Charente.
|                          | Exideuil-sur-Vienne        | Chabanais  |
| Terres-de-Haute-Charente | Saint-Quentin-sur-Charente |            |
| Lésignac-Durand          |                            | Pressignac |

### Géologie

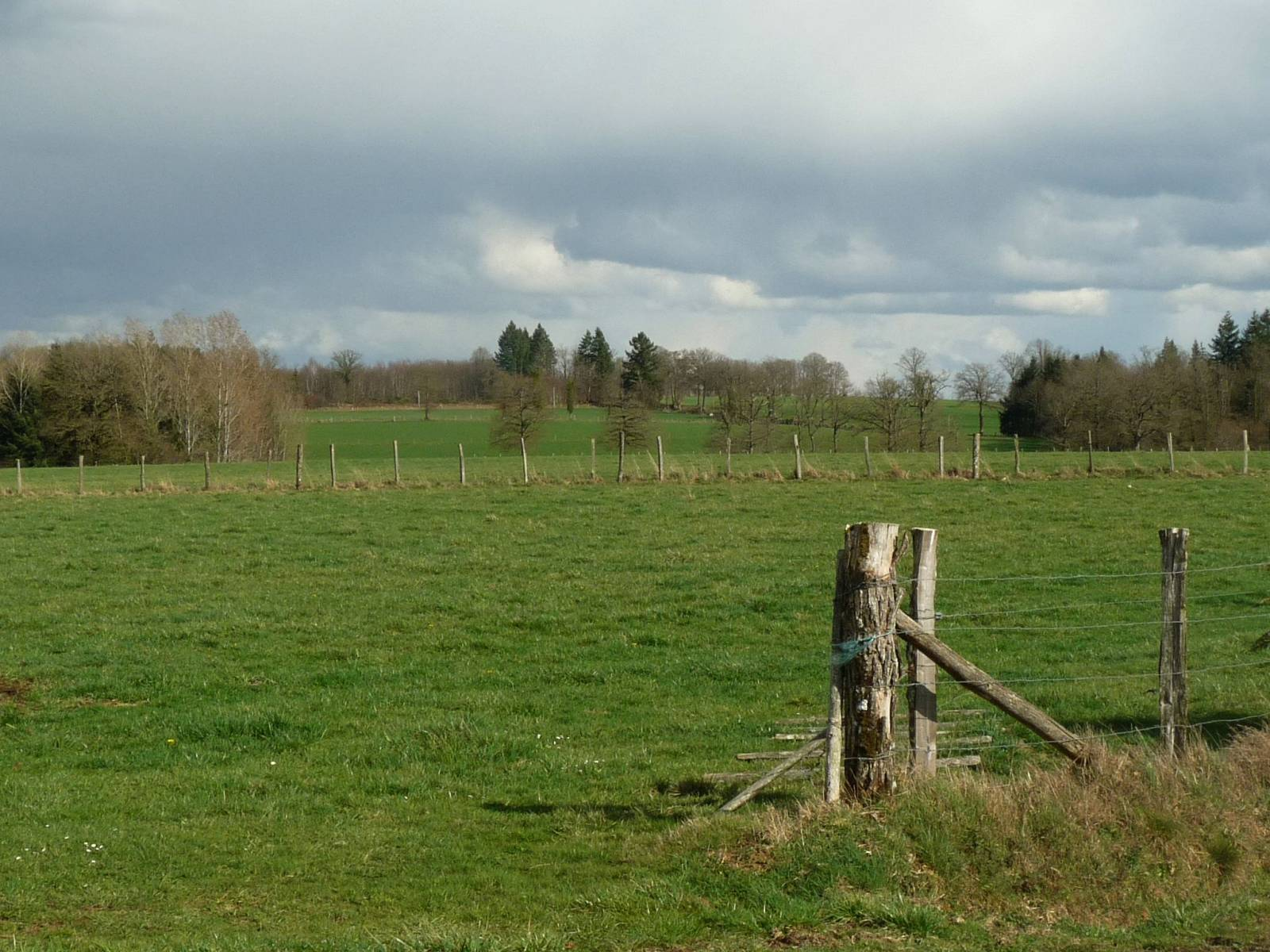
Paysage sur la route de Pressignac.

Géologiquement, la commune se trouve dans le Massif central, comme toute cette partie orientale de la Charente qui s'appelle Charente limousine. Le sol est principalement composé de gneiss, avec un plateau d'argile sableuse situé à l'est du bourg au bois des Geais. Quelques filons de microgranite strient ce massif du sud au nord,,
.
La commune se trouve aussi sur le bord occidental de l'emprise du cratère de la météorite de Rochechouart, mais ne comporte pas de brèches dues à l'impact.
Le relief est celui de la Charente limousine : assez élevé par rapport au reste du département, mais bas par rapport au reste du Massif central. Les hauteurs sont dans les 230 m.
La commune est traversée par une longue crête orientée sud-est, nord-ouest, qui sépare le bassin de la Loire à l'est de celui de la Charente à l'ouest, d'altitude moyenne 250 m. Une crête de hauteur équivalente limite l'ouest de la commune et sépare la vallée de la Charente de celle de la Moulde, son premier affluent principal.
Le point culminant de la commune, 268 m, est situé à l'est du bourg, près du Bois des Besses. Le point le plus bas, 169 m est situé au nord-est du château de Pressac.
Le bourg, situé sur le flanc de la vallée de la Charente rive droite, est à une altitude de 220 m et le fond de la vallée à 200 m.

### Végétation
Le paysage est essentiellement du bocage destiné à l'élevage (vache limousine et ovins). La commune est assez boisée, principalement sur la crête à l'est du bourg où on trouve le Bois des Geais et le Bois des Besses. On trouve aussi quelques landes.

### Hydrographie

#### Réseau hydrographique
La commune est située pour partie dans le bassin versant de la Charente au sein du Bassin Adour-Garonne et pour partie dans  la région hydrographique de « la Loire de la Vienne (c) à la Maine (nc) », une partie du Bassin de la Loire, au sein  du Bassin Loire-Bretagne. Elle est drainée par la Charente, la Soulène, le Charenton, les Vergnes et par divers petits cours d'eau, qui constituent un réseau hydrographique de 14 km de longueur totale,.
La commune se trouve à cheval sur deux bassins hydrographiques ; celui de la Loire au nord-est, et la Charente au sud-ouest, avec la vallée de la Charente elle-même qui passe au pied du bourg.
La Charente traverse la commune du sud-est au nord-ouest et le barrage du lac de Lavaud se situe au sud en amont au lieu-dit Lavaud. Une toute petite partie du lac est donc sur la commune.
Au nord-est de la commune les ruisseaux se dirigent vers la Vienne, en particulier le ruisseau des Courants et de la Serre de Savignac au nord près de Pressac.
Le sol imperméable est aussi propice à quelques petites retenues d'eau, en particulier sur le domaine de Pressac au nord.

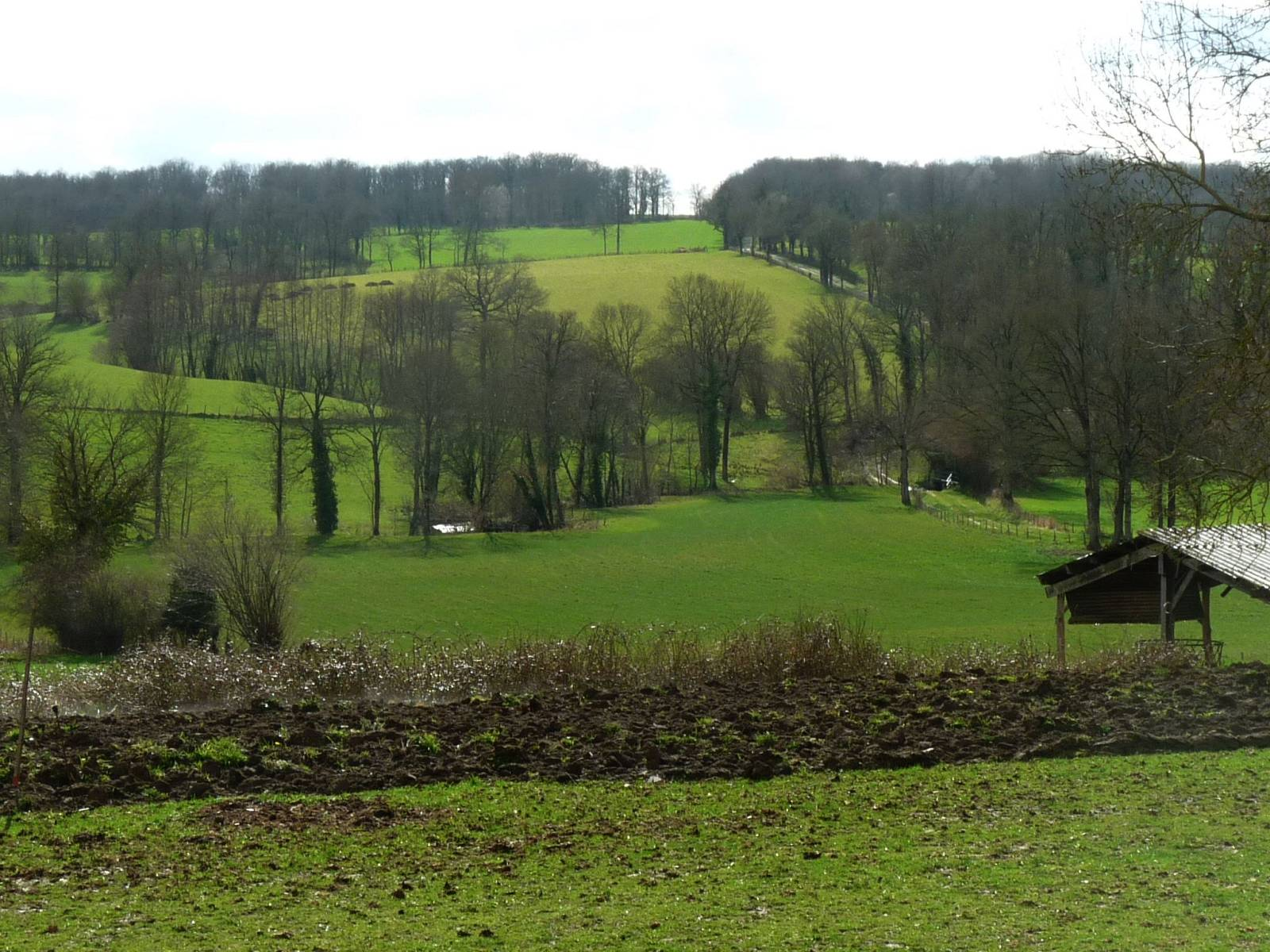
La vallée de la Charente au pied du bourg.
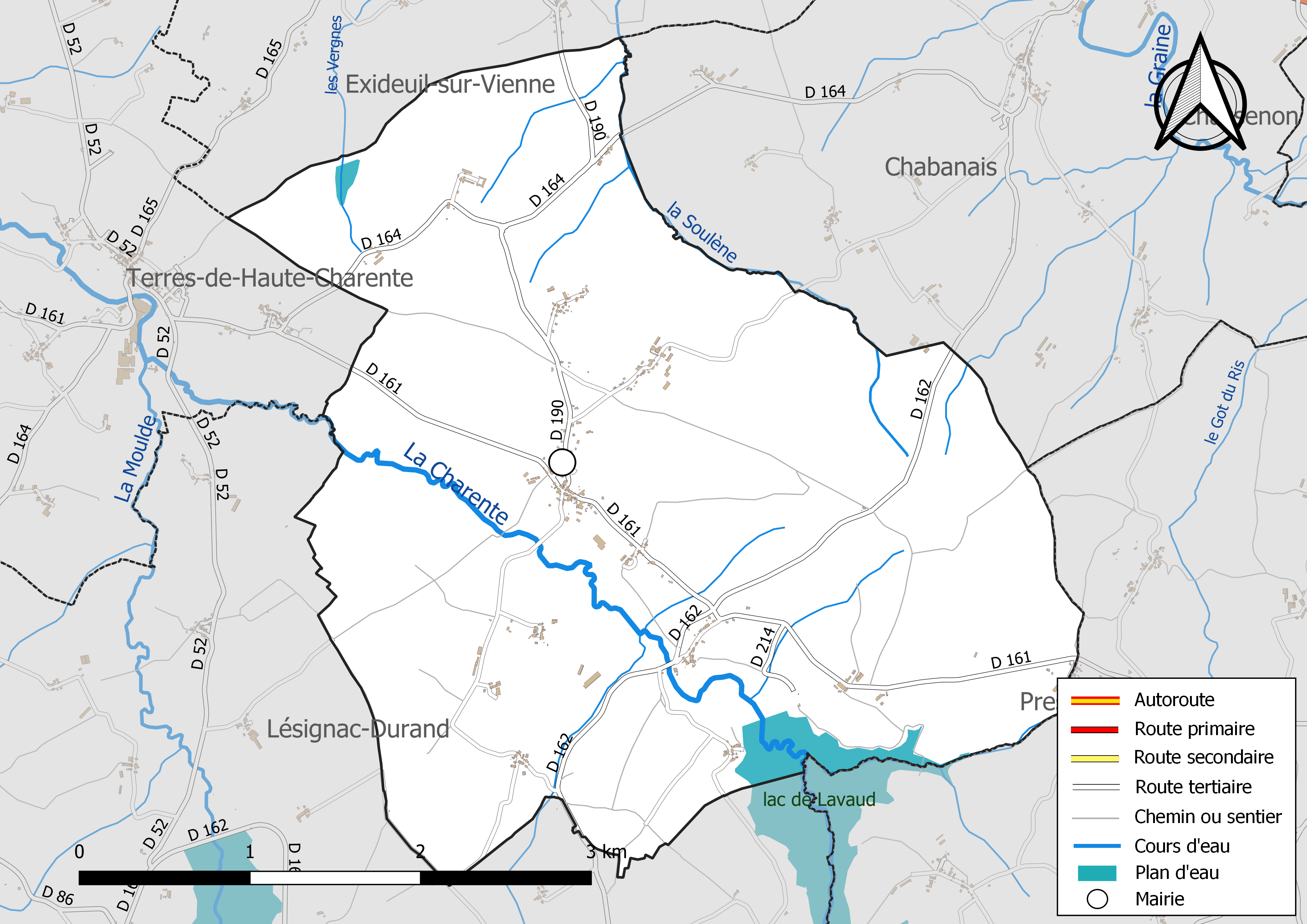
Réseaux hydrographique et routier de Saint-Quentin-sur-Charente

#### Gestion des eaux
Le territoire communal est couvert par les schémas d'aménagement et de gestion des eaux (SAGE) « Charente » et « Vienne ». Le SAGE « Charente», dont le territoire correspond au bassin de la Charente, d'une superficie de 9 300 km2, a été approuvé le 19 novembre 2019. La structure porteuse de l'élaboration et de la mise en œuvre est l'établissement public territorial de bassin Charente. Ils définissent chacun sur leur territoire les objectifs généraux d’utilisation, de mise en valeur et de protection quantitative et qualitative des ressources en eau superficielle et souterraine, en respect des objectifs de qualité définis dans le troisième SDAGE  du Bassin Adour-Garonne qui couvre la période 2022-2027, approuvé le 10 mars 2022.Le SAGE « Vienne», dont le territoire correspond au bassin du bassin de la Vienne, d'une superficie de 7 060 km2, a été approuvé le 1er juin 2006. La structure porteuse de l'élaboration et de la mise en œuvre est l'établissement public territorial de bassin Vienne. Il est quant à lui une déclinaison du SDAGE  du Bassin Loire-Bretagne qui couvre la période 2022-2027, approuvé le 18 mars 2022.

### Climat
Le climat est celui de la Charente limousine, de type océanique dégradé. Les précipitations sont plus nombreuses et les températures plus fraîches que dans le reste du département.

## Urbanisme

### Typologie
Au 1er janvier 2024, Saint-Quentin-sur-Charente est catégorisée commune rurale à habitat très dispersé, selon la nouvelle grille communale de densité à 7 niveaux définie par l'Insee en 2022.
Elle est située hors unité urbaine et hors attraction des villes,.

### Occupation des sols
L'occupation des sols de la commune, telle qu'elle ressort de la base de données européenne d’occupation biophysique des sols Corine Land Cover (CLC), est marquée par l'importance des territoires agricoles (80,3 % en 2018), une proportion sensiblement équivalente à celle de 1990 (80,1 %). La répartition détaillée en 2018 est la suivante : 
prairies (40,4 %), zones agricoles hétérogènes (26,3 %), forêts (18,2 %), terres arables (13,6 %), eaux continentales (1,5 %). L'évolution de l’occupation des sols de la commune et de ses infrastructures peut être observée sur les différentes représentations cartographiques du territoire : la carte de Cassini (XVIIIe siècle), la carte d'état-major (1820-1866) et les cartes ou photos aériennes de l'IGN pour la période actuelle (1950 à aujourd'hui).

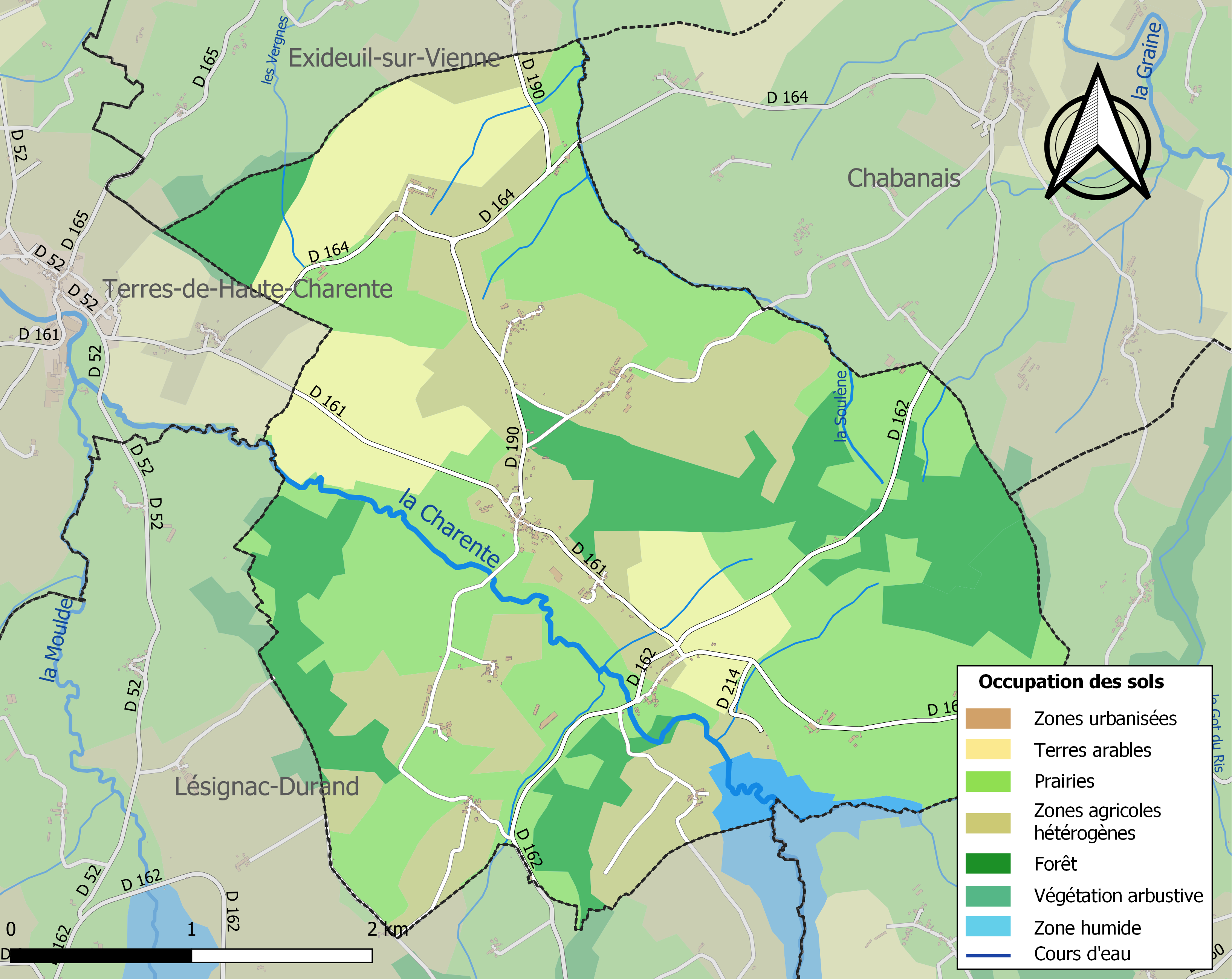
Carte des infrastructures et de l'occupation des sols de la commune en 2018 (CLC).

### Risques majeurs
Le territoire de la commune de Saint-Quentin-sur-Charente est vulnérable à différents aléas naturels : météorologiques (tempête, orage, neige, grand froid, canicule ou sécheresse) et séisme (sismicité faible). Il est également exposé à un risque technologique, la rupture d'un barrage, et à un risque particulier : le risque de radon. Un site publié par le BRGM permet d'évaluer simplement et rapidement les risques d'un bien localisé soit par son adresse soit par le numéro de sa parcelle.

#### Risques naturels

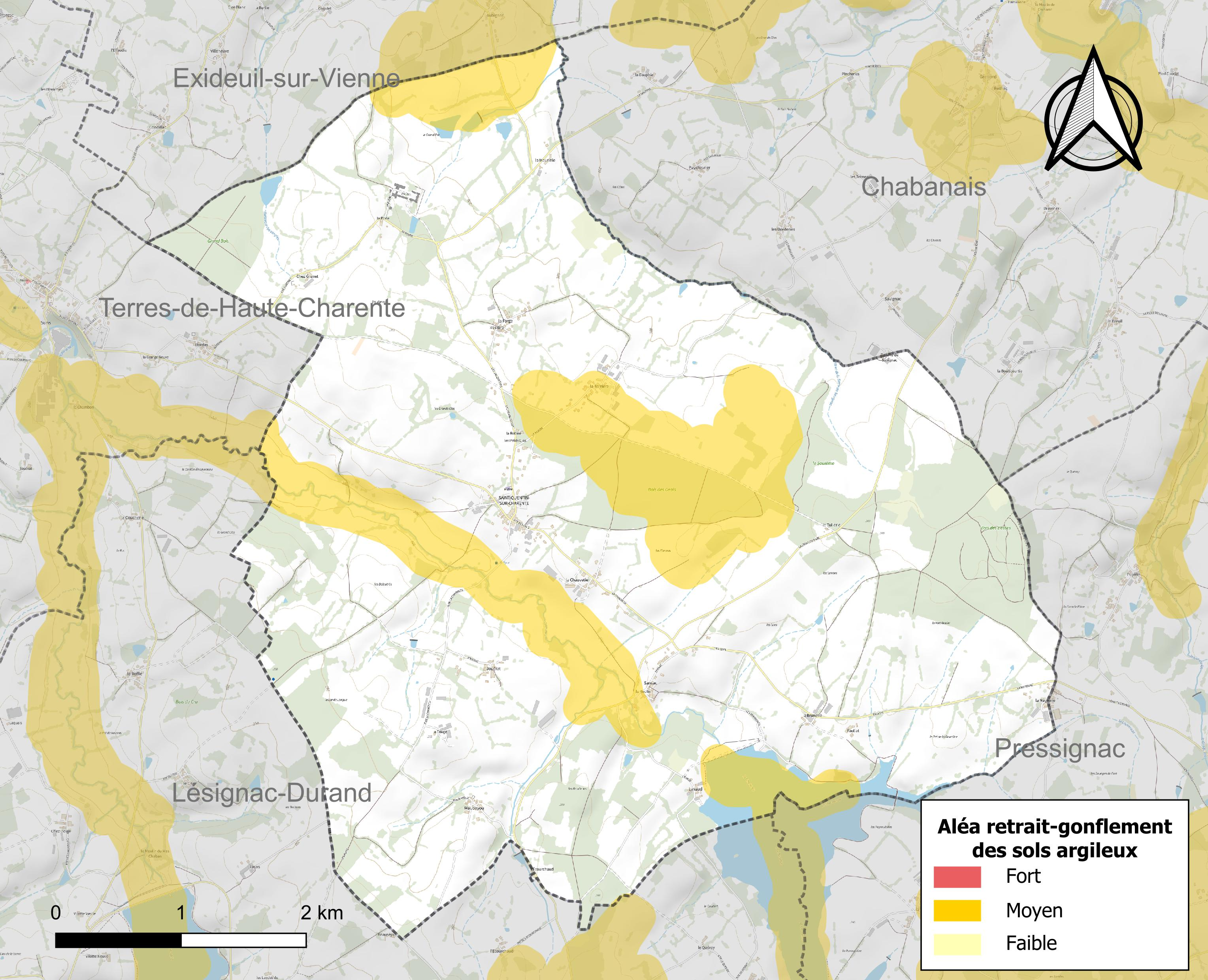
Carte des zones d'aléa retrait-gonflement des sols argileux de Saint-Quentin-sur-Charente.

Le retrait-gonflement des sols argileux est susceptible d'engendrer des dommages importants aux bâtiments en cas d’alternance de périodes de sécheresse et de pluie. 17,2 % de la superficie communale est en aléa moyen ou fort (67,4 % au niveau départemental et 48,5 % au niveau national). Sur les 132 bâtiments dénombrés sur la commune en 2019, 14 sont en aléa moyen ou fort, soit 11 %, à comparer aux 81 % au niveau départemental et 54 % au niveau national. Une cartographie de l'exposition du territoire national au retrait gonflement des sols argileux est disponible sur le site du BRGM,.
Par ailleurs, afin de mieux appréhender le risque d’affaissement de terrain, l'inventaire national des cavités souterraines permet de localiser celles situées sur la commune.
La commune a été reconnue en état de catastrophe naturelle au titre des dommages causés par les inondations et coulées de boue survenues en 1982, 1983 et 1999. Concernant les mouvements de terrains, la commune a été reconnue en état de catastrophe naturelle au titre des dommages causés par des mouvements de terrain en 1999.

#### Risques technologiques
La commune est en outre située en aval du barrage de Mas Chaban, un ouvrage de classe A. À ce titre elle est susceptible d’être touchée par l’onde de submersion consécutive à la rupture de cet ouvrage.

#### Risque particulier
Dans plusieurs parties du territoire national, le radon, accumulé dans certains logements ou autres locaux, peut constituer une source significative d’exposition de la population aux rayonnements ionisants. Certaines communes du département sont concernées par le risque radon à un niveau plus ou moins élevé. Selon la classification de 2018, la commune de Saint-Quentin-sur-Charente est classée en zone 3, à savoir zone à potentiel radon significatif.

## Toponymie
Les formes anciennes, en latin, sont Sanctus Quentinus prope Cabanesium, ou prope Carantoniam, signifiant « Saint Quentin près de Chabanais » ou « près de la Charente ».
Quintinus était un apôtre chrétien, évangélisateur de la Gaule, martyr du IIIe siècle.
La commune constituée à partir de la paroisse en 1793 s'appelait Saint Quentin, puis s'est officiellement appelée Saint-Quentin en 1801, comme l'autre Saint-Quentin du département à cette époque. On l'a aussi appelé Saint-Quentin-de-Chabanais pour la distinguer. Sa dénomination actuelle, Saint-Quentin-sur-Charente, date de 1937.

### Dialecte
La commune est dans la partie occitane de la Charente qui en occupe le tiers oriental, et le dialecte est limousin. Elle se nomme Sent Quentin en occitan.

## Histoire
La commune était située à un carrefour de trois voies romaines et antiques.
- La voie romaine de Saintes à Lyon par Limoges, ou voie d'Agrippa, qui passait par Saint-Cybardeaux, Montignac et Chassenon passait au nord du bourg sur la crête qui fait la ligne de partage des eaux, actuellement un chemin empierré. En provenance de Suris au nord-ouest, elle bifurquait à l'est dans le bois des Besses pour passer au nord de Puymis (limite communale de Chabanais et Pressignac)[30].
- Le tronçon de cette voie passant dans la commune était aussi commun à une autre voie antique, nord-sud celle-ci, et qui allait de Périgueux à Poitiers vraisemblablement par Charroux et appelée ailleurs Chemin ferré. Cette voie, longeant la ligne de partage des eaux, passait par Videix (Saint-Gervais) au sud et La Péruse au nord. Les deux voies se séparaient au nord à Suris et au sud au Bois des Besses[31].
- Saint-Quentin était aussi le point de jonction de la voie venant d'Angoulême appelée chemin des Anglais avec la voie d'Agrippa, et qui passait à l'ouest par Lésignac, Mouzon et Mazerolles[31]. Cette voie traversait la vallée de la Charente et passait peut-être au bourg.

Des découvertes de monnaies romaines, tegulae et d'un petit bloc en marbre témoignent d'une occupation gallo-romaine : le Parc, la Croix du Parc, et près de la Barrière.
La paroisse de Saint-Quentin, qui aurait été évangélisée par saint Martial lui-même, faisait partie des terres de Pressac[réf. nécessaire].
Pressac était une des quatre grandes seigneuries qui, avec la Chauffe, la Chétardie et les Étangs, dépendaient de la principauté de Chabanais. Le château de style Renaissance date du XVIe siècle. Au XVIIe siècle, il appartenait à Jean de Singareau, écuyer. Puis il est passé aux mains des familles d'Abzac, d'Allogny et de La Bastide.
Les plus anciens registres paroissiaux remontent à 1627.
Au village de Sansac, un souterrain naturel a été découvert, qui a probablement servi de souterrain-refuge.
Au début du XXe siècle, l'industrie dans la commune était représentée par une minoterie à cylindres, située à Sansac sur la Charente et appartenant au maire de la commune, M. Gauchon.

## Administration

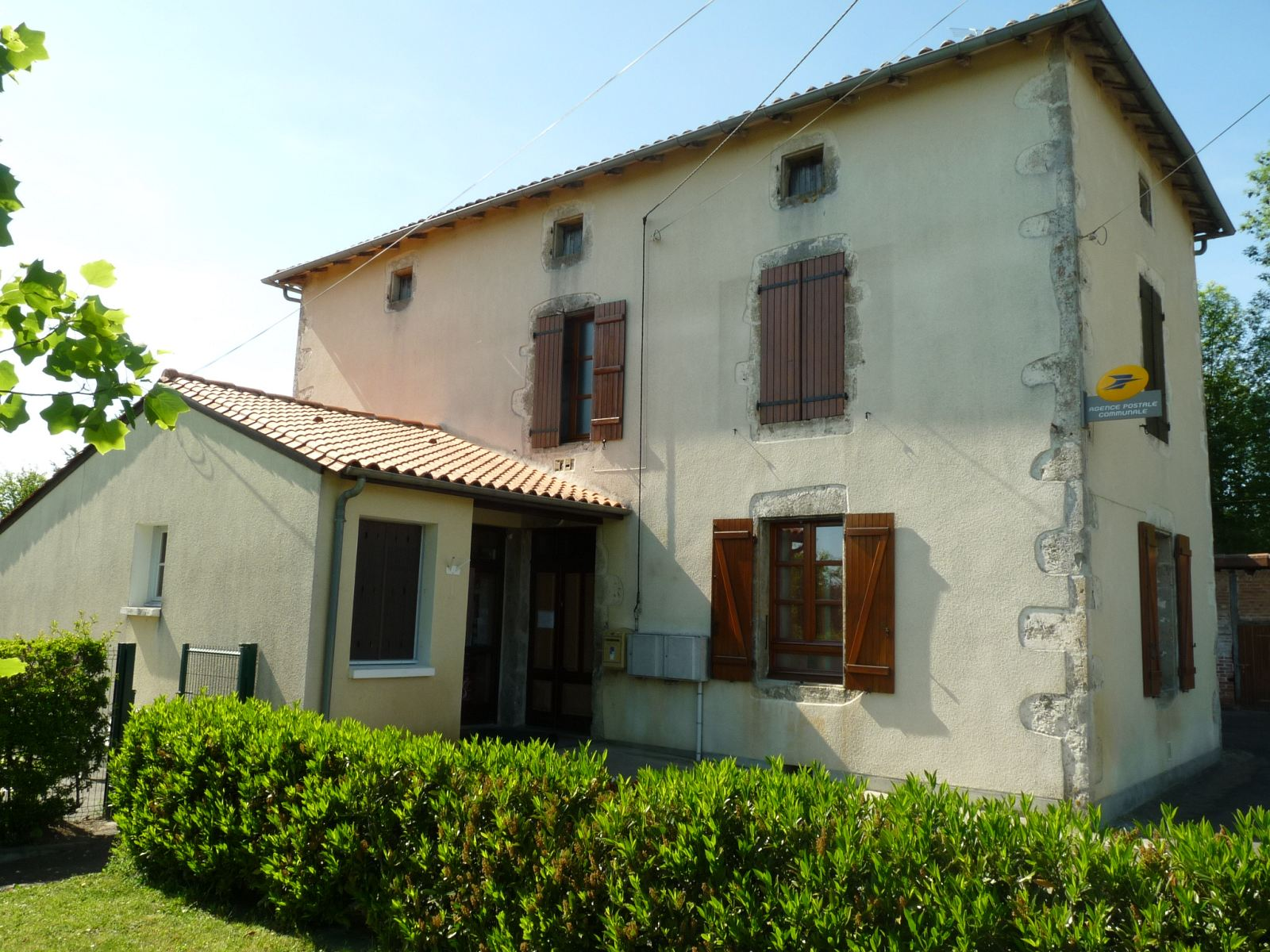
La mairie.

| Période                                  | Période   | Identité          | Étiquette | Qualité        |
| ---------------------------------------- | --------- | ----------------- | --------- | -------------- |
| Les données manquantes sont à compléter. |           |                   |           |                |
| juin 1995                                | 2007      | Jean-Louis Granet |           |                |
| 2007                                     | 2014      | Alexandre Hamon   | SE        | Cadre retraité |
| 2014                                     | mars 2015 | Katia Rousseau    |           |                |
| juin 2015                                | En cours  | Mickaël Loiseau   |           |                |

## Démographie

### Évolution démographique
L'évolution du nombre d'habitants est connue à travers les recensements de la population effectués dans la commune depuis 1793. Pour les communes de moins de 10 000 habitants, une enquête de recensement portant sur toute la population est réalisée tous les cinq ans, les populations de référence des années intermédiaires étant quant à elles estimées par interpolation ou extrapolation. Pour la commune, le premier recensement exhaustif entrant dans le cadre du nouveau dispositif a été réalisé en 2006.

En 2022, la commune comptait 202 habitants, en évolution de −4,27 % par rapport à 2016 (Charente : −0,48 %, France hors Mayotte : +2,11 %).
| 1793 | 1800 | 1806 | 1821 | 1831 | 1841 | 1846 | 1851 | 1856 |
| ---- | ---- | ---- | ---- | ---- | ---- | ---- | ---- | ---- |
| 598  | 510  | 568  | 615  | 535  | 643  | 636  | 640  | 601  |

| 1861 | 1866 | 1872 | 1876 | 1881 | 1886 | 1891 | 1896 | 1901 |
| ---- | ---- | ---- | ---- | ---- | ---- | ---- | ---- | ---- |
| 584  | 579  | 559  | 543  | 571  | 534  | 539  | 525  | 497  |

| 1906 | 1911 | 1921 | 1926 | 1931 | 1936 | 1946 | 1954 | 1962 |
| ---- | ---- | ---- | ---- | ---- | ---- | ---- | ---- | ---- |
| 514  | 516  | 401  | 425  | 382  | 349  | 329  | 337  | 347  |

| 1968 | 1975 | 1982 | 1990 | 1999 | 2006 | 2011 | 2016 | 2021 |
| ---- | ---- | ---- | ---- | ---- | ---- | ---- | ---- | ---- |
| 294  | 250  | 245  | 250  | 232  | 227  | 208  | 211  | 207  |

| 2022 | - | - | - | - | - | - | - | - |
| ---- | - | - | - | - | - | - | - | - |
| 202  | - | - | - | - | - | - | - | - |

### Pyramide des âges
La population de la commune est relativement âgée.
En 2018, le taux de personnes d'un âge inférieur à 30 ans s'élève à 26,5 %, soit en dessous de la moyenne départementale (30,2 %). À l'inverse, le taux de personnes d'âge supérieur à 60 ans est de 35,1 % la même année, alors qu'il est de 32,3 % au niveau départemental.
En 2018, la commune comptait 113 hommes pour 103 femmes, soit un taux de 52,31 % d'hommes, largement supérieur au taux départemental (48,41 %).
Les pyramides des âges de la commune et du département s'établissent comme suit.
| Hommes | Classe d’âge | Femmes |
| ------ | ------------ | ------ |
| 0,9    | 90 ou +      | 0,0    |
| 10,0   | 75-89 ans    | 15,8   |
| 20,9   | 60-74 ans    | 22,8   |
| 17,3   | 45-59 ans    | 24,8   |
| 20,0   | 30-44 ans    | 14,9   |
| 9,1    | 15-29 ans    | 7,9    |
| 21,8   | 0-14 ans     | 13,9   |

| Hommes | Classe d’âge | Femmes |
| ------ | ------------ | ------ |
| 1      | 90 ou +      | 2,7    |
| 9,2    | 75-89 ans    | 12     |
| 20,6   | 60-74 ans    | 21,3   |
| 20,7   | 45-59 ans    | 20,3   |
| 16,8   | 30-44 ans    | 16     |
| 15,6   | 15-29 ans    | 13,4   |
| 16,1   | 0-14 ans     | 14,3   |

## Économie

### Commerces
- Restaurant et épicerie multi-service, au bourg.

### Tourisme
- Lac de Lavaud.

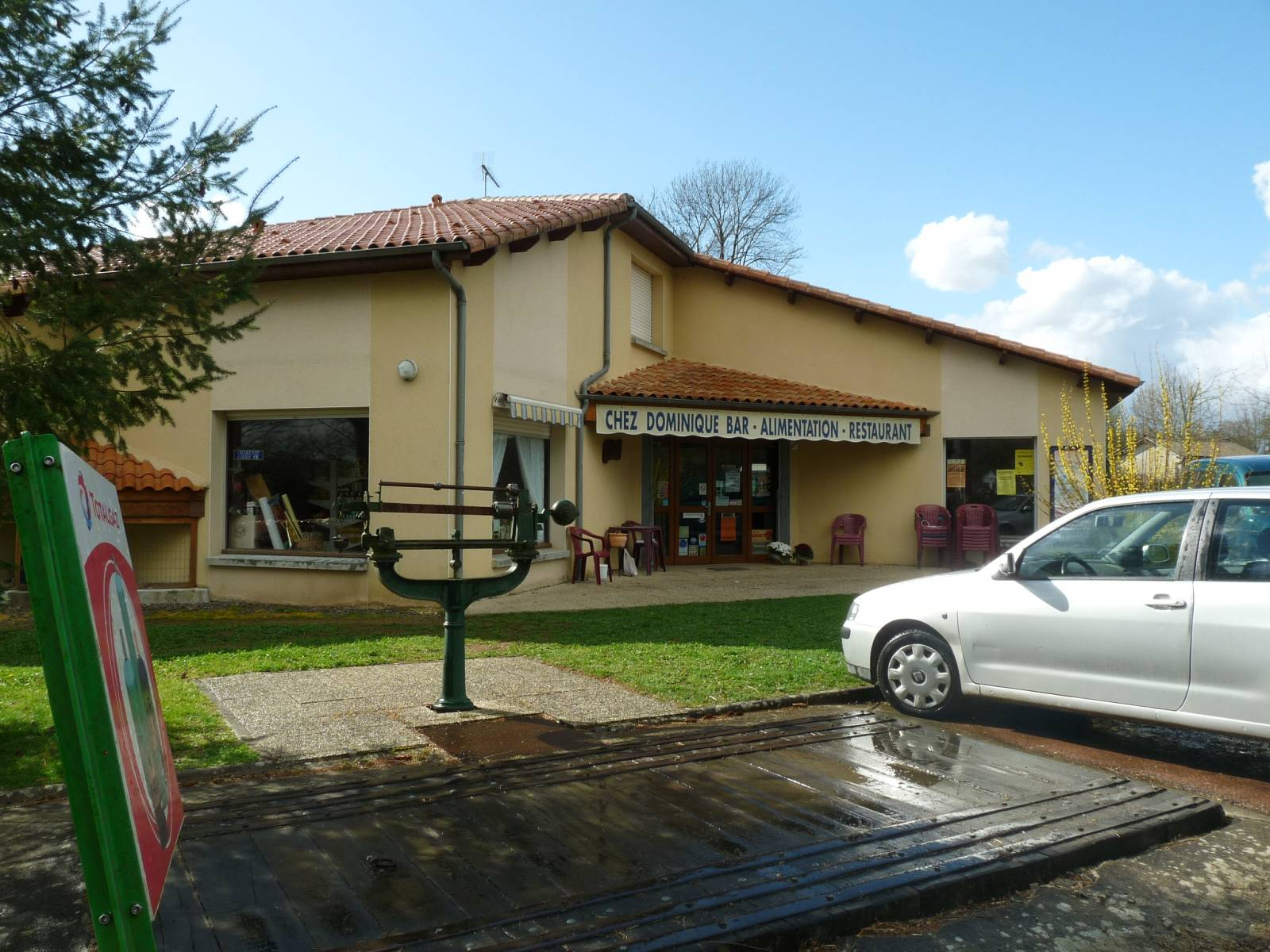
Restaurant et épicerie multi-service.
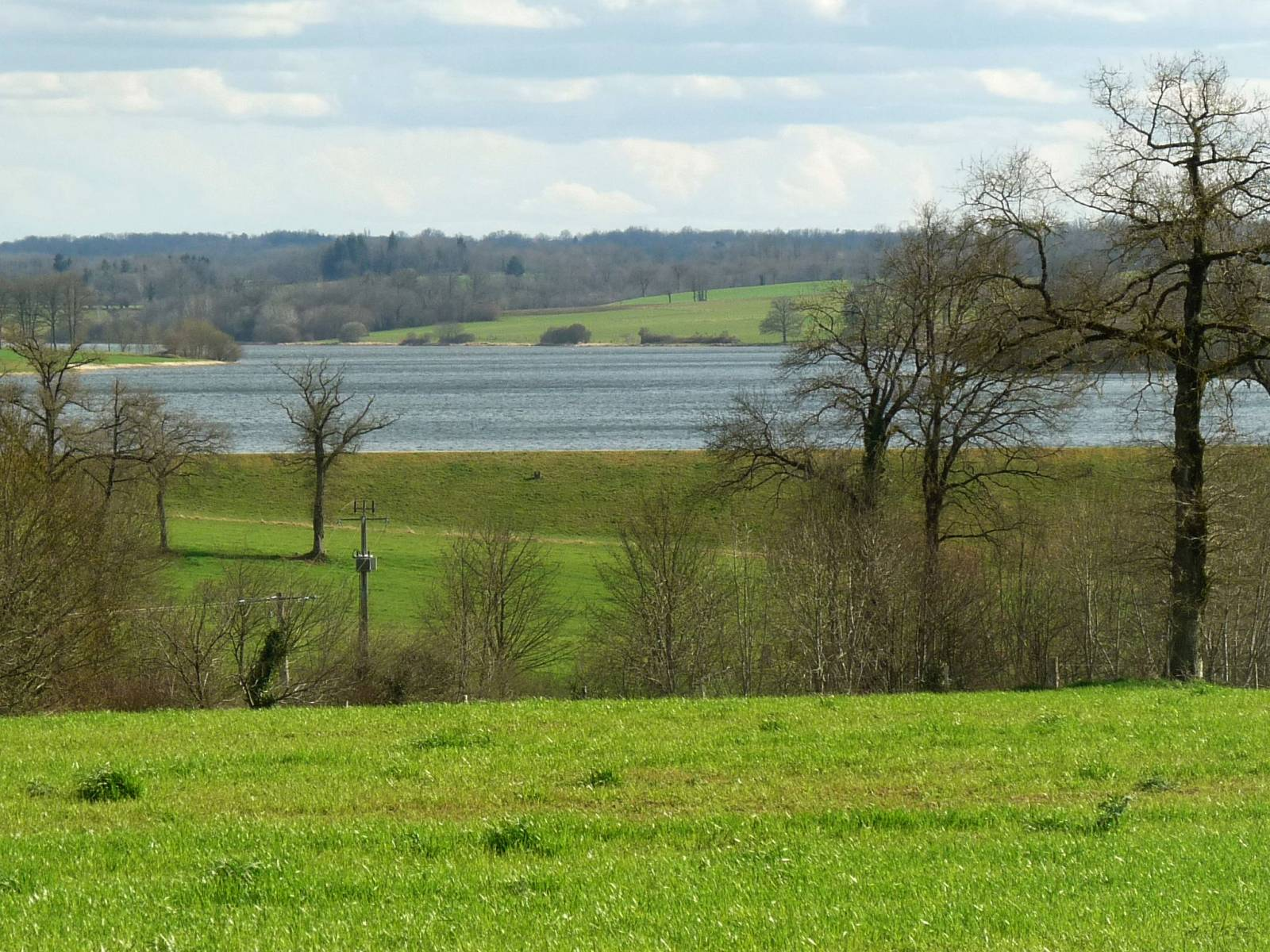
Barrage et lac de Lavaud.

## Équipements, services et vie locale

### Enseignement
L’école[réf. nécessaire] et le collège sont à Chabanais.

## Lieux et monuments
- L'église paroissiale Saint-Romain.
- Le château de Pressac est situé à 2 km au nord du bourg, sur la route de Suris à Chabanais. Ancien fief médiéval, cet imposant château de style néo-classique Renaissance domine une vallée.

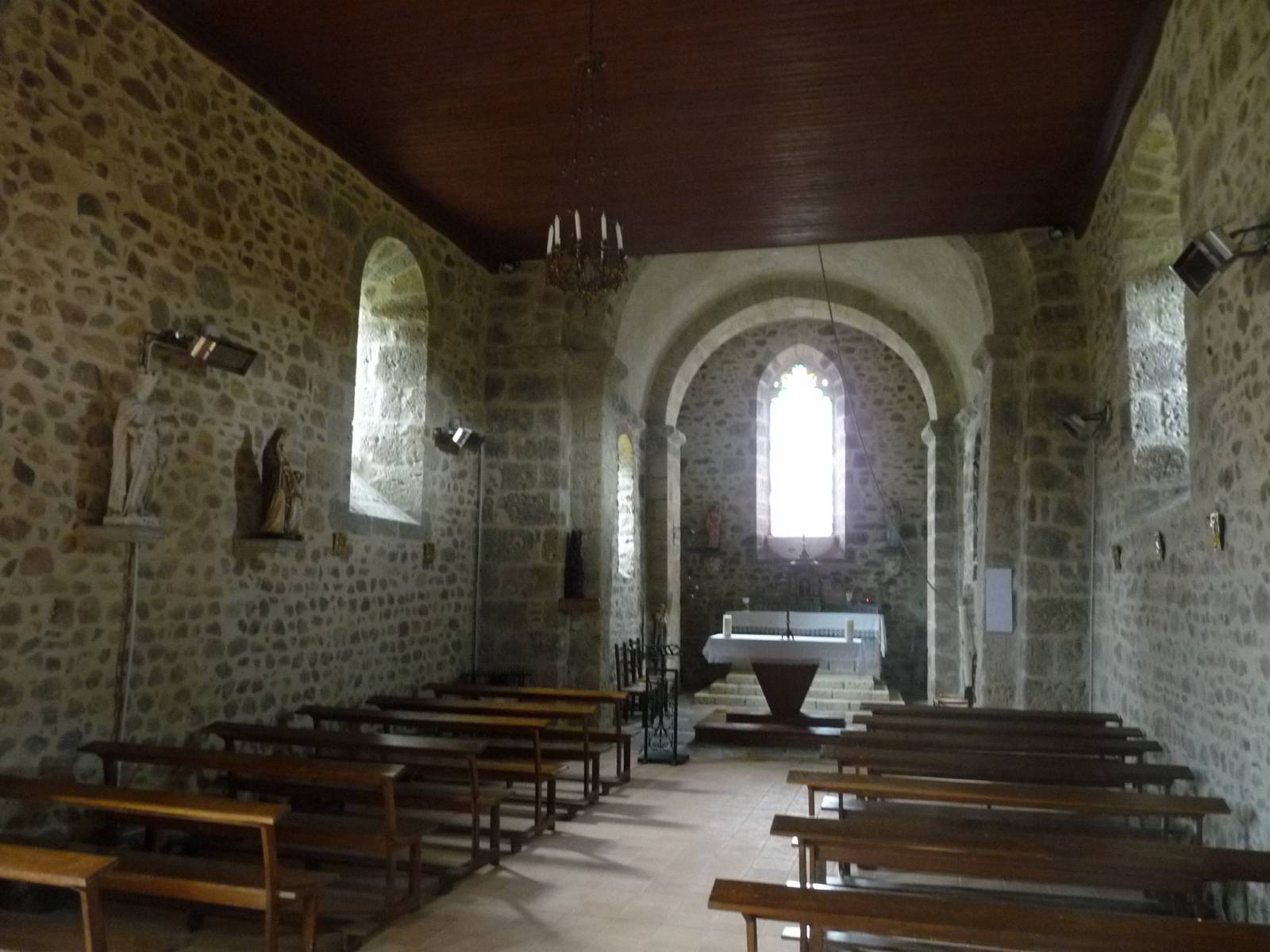
L'intérieur de l'église.
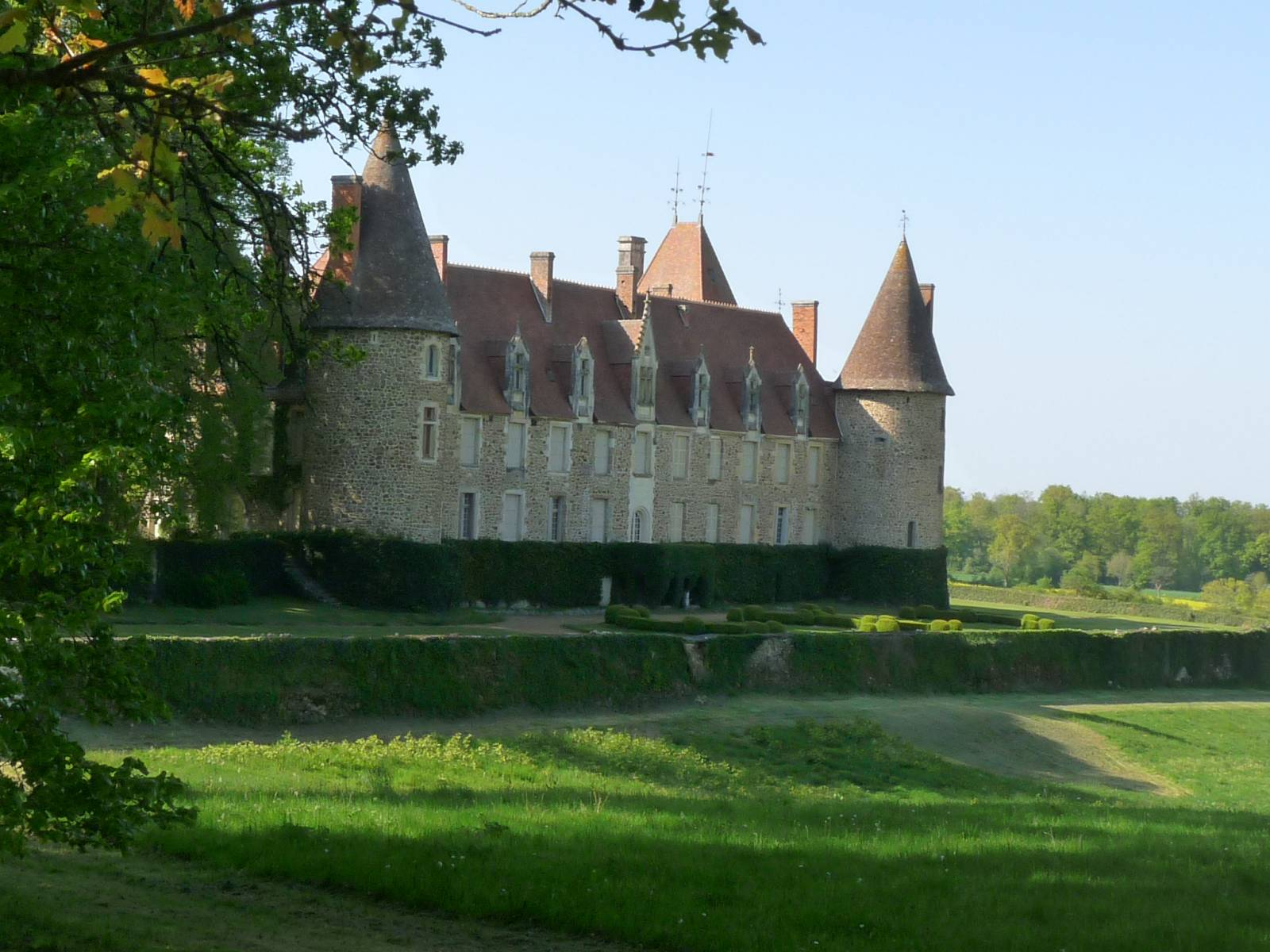
Le château de Pressac.

## Personnalités liées à la commune
- Paul de La Bastide, lieutenant-colonel des Mobiles de la Charente en 1870, conseiller général du canton de Chabanais, né au château de Pressac[33].